# Overseas Territories Police Medal
De Overseas Territories Police Medal was een in 1938 voor het eerst toegekende onderscheiding van het Verenigd Koninkrijk. In de periode dat het Britse Rijk overal op de wereld koloniën en mandaatgebieden bestuurde werden behalve militairen ook politieagenten uitgezonden om de orde te handhaven. In een aantal resterende gebieden is dat nog steeds zo.
De medaille werd in Londen ingesteld door de Koning van het Verenigd Koninkrijk maar de regeringen van het Gemenebest mochten haar ook toekennen. Australië bezat eigen overzeese territoria.
De medaille werd voor verdienste maar ook voor moed in de uitoefening van de taak verleend. Als dapperheidsonderscheiding rekent men de medaille tot categorie 3b. De medaille voor moed is gelijk aan de medaille voor verdienste maar het lint heeft twee smalle rode strepen. De dragers mogen de letters "CPM" achter hun naam plaatsen.
De medaille is de opvolger van de Colonial Police Medal die in de voormalige kroonkolonies en de British Dependent Territories werd uitgereikt. De hogere, leidinggevende politieofficieren in deze gebieden kwamen sinds 1938 ook voor de meer prestigieuze Queen's Police Medal in aanmerking. Het maken van een scherp onderscheid tussen de lokale en onderworpen politieagenten en hun meestal Britse superieuren was typisch voor het kolonialisme.
De medaille werd meestal voor verdienste, als "Colonial Police Medal for Meritorious Service", uitgereikt.
De postuum verleende "Colonial Police Medal for Gallantry" werd in 1974 voor het laatst toegekend. In de praktijk werd de medaille vervangen door de Queen's Gallantry Medal die sinds 1977 ook postuum werd uitgereikt. Koningin Elizabeth II verleende de medaille in 1975 tijdens een officieel bezoek aan de toenmalige Kroonkolonie Hong Kong. voor het laatst aan plaatselijke agenten.
De medaille werd toegekend in de laatste resten van het koloniale rijk. De 14 sinds 1981 "British Dependent Territories" genoemde gebieden en de overgebleven Britse overzeese gebieden (British overseas territories) zoals de oude kroonkoloniën en territoria sinds 2002 heten.
- Anguilla
- Bermuda
- Brits Antarctisch Territorium
- Brits Indische Oceaanterritorium
- Britse Maagdeneilanden
- Kaaimaneilanden
- Falklandeilanden
- Gibraltar
- Montserrat
- Pitcairneilanden
- Sint-Helena, Ascension en Tristan da Cunha
- Zuid-Georgia en de Zuidelijke Sandwicheilanden
- Akrotiri en Dhekelia
- Turks- en Caicoseilanden

en in de kroonkolonie Hongkong tot aan de overdracht aan de Volksrepubliek China.